# Gustáv Husák
Gustáv Husák (Bratislava, 10 de enero de 1913 – Bratislava, 18 de noviembre de 1991) fue un político comunista checoslovaco, secretario general del Partido Comunista de Checoslovaquia (1969-1987) y Presidente de la República (1975-1989). Su etapa de gobierno es conocida como la normalización.

## Biografía
Hijo de un obrero desempleado, nació cerca de Bratislava, en el suburbio de Dubravka, entonces en el Imperio Austrohúngaro y hoy capital de Eslovaquia. Se afilió a la Unión de la Juventud Comunista con 16 años, cuando estudiaba en el instituto. En 1933, cuando comenzó sus estudios en la Facultad de Derecho de la Universidad Comenius de Bratislava, se afilió al Partido Comunista de Checoslovaquia (KSČ), que sería ilegalizado durante la ocupación nazi del país (1938-1945). Después de graduarse en Leyes, trabajó como abogado mientras participaba en actividades clandestinas comunistas. Durante la Segunda Guerra Mundial fue encarcelado repetidas veces por el gobierno títere de Jozef Tiso por estas mismas actividades. Fue uno de los líderes del Levantamiento Nacional Eslovaco de 1944 contra la Alemania nazi y Tiso. Fue elegido miembro del Presidium del Consejo Nacional Eslovaco entre el 1 de septiembre y el 5 de septiembre de ese año.
Tras la guerra comenzó su carrera como oficial del gobierno y funcionario del KSČ en Eslovaquia. Entre 1946 y 1950 fue de facto primer ministro de Eslovaquia, contribuyendo a las purgas contra el anticomunista Partido Democrático de Eslovaquia, que había ganado con el 62% de los votos las elecciones de 1946 en Eslovaquia, evitando así la victoria del KSČ en el conjunto de Checoslovaquia.
En 1950 cayó víctima de las purgas estalinistas dentro de la dirección del Partido, siendo sentenciado a cadena perpetua y permaneciendo preso entre 1954 y 1960 en la Prisión Leopoldov. Convencido comunista, entendió su encarcelamiento como una gran equivocación que periódicamente enfatizaba en varias cartas de apelación al Comité Central del KSČ. Es bien conocido que Antonín Novotný, entonces Secretario General y Presidente de la República, declinó repetidamente indultar a Husák asegurando a sus camaradas que no sabéis lo que es capaz de hacer si llega al poder. La verdadera razón de la posición de Novotný, sin embargo, quizá fuera producto de su política nacionalista contra los eslovacos desde su condición de checo. Finalmente, como resultado de la desestalinización, Husák fue indultado y rehabilitado como militante en 1963. En 1967 atacó a la dirección neoestalinista del KSČ, ascendiendo a viceprimer ministro en abril de 1968 tras el ascenso al poder de los reformistas encabezados por Alexander Dubček.
Mientras la URSS se alarmaba crecientemente por las reformas propuestas por Dubček durante la Primavera de Praga, Husák comenzó a pedir precaución. Tras la invasión de Checoslovaquia por el Pacto de Varsovia en agosto de 1968 participó en las negociaciones entre Dubček y el dirigente soviético Leonid Brézhnev en Moscú, encabezando la fracción del Partido que pedía la retirada de las reformas. Un ejemplo de su pragmatismo (tachado en numerosas ocasiones de oportunismo) fue uno de sus discursos oficiales en Eslovaquia tras los acontecimientos de 1968, durante el cual planteó en forma de pregunta retórica si sus oponentes (los partidarios de la oposición contra la Unión Soviética) quería encontrar a aquellos aliados de Checoslovaquia (los países de Europa Occidental) que acudieran a apoyar al país (contra las tropas soviéticas).
Apoyado firmemente por Moscú, fue nombrado Secretario General del Partido Comunista de Eslovaquia a principios de agosto de 1968 y sucedió a Dubček como Secretario General del KSČ en abril de 1969. Suprimió las reformas de Dubček y purgó el KSČ de sus partidarios entre ese año y 1971. En 1975 fue nombrado Presidente de la República. Durante las dos décadas de su mandato Checoslovaquia se convirtió en uno de los países del Pacto de Varsovia más leales hacia la URSS. El 9 de enero de 1983 le fue otorgada la Estrella Dorada de Héroe de la Unión Soviética. En los primeros años posteriores a la invasión, Husák consiguió encarrilar con éxito la Normalización elevando los niveles de vida y evitando cualquier espiral represiva similar a la de los años 50. Sin embargo, sí reprimió con dureza a través de la StB a los disidentes de Carta 77, entre otros. Husák cedió su puesto de Secretario General en 1987, cuando dirigentes más jóvenes del Partido Comunista como Miloš Jakeš o Ladislav Adamec presionaban para participar en el poder. El régimen colapsó frente a la Revolución de Terciopelo a finales de 1989 y en ese momento Husák dimitió como Presidente el 10 de diciembre del mismo año. En febrero de 1990 fue expulsado del KSČ.
El arzobispo de Trnava, Ján Sokol, aseguró que Husák confesó y recibió la extramunción antes de fallecer. Según información de algunos medios, Husák siguió el deseo de su hermana que durante cinco décadas pidió su conversión al catolicismo, aunque sus hijos niegan este hecho. Falleció el 18 de noviembre de 1991 debido al cáncer de estómago que debilitó su cuerpo.

## Funciones
Partido Comunista de Checoslovaquia (KSČ)
- 1933-1938 y 1989-1990: Militante de base.
- Primavera de 1945: Miembro de su Comité Central Provisional (establecido en las zonas de Checoslovaquia liberadas por el Ejército Rojo).
- 1949-1951 y 1968-1989: Miembro del Comité Central y (excepto en 1949-1951) del Presidium.
- 1969-1987: Uno de los Secretarios del Comité Central.
- 1969-1987: Secretario General del KSČ.

Partido Comunista de Eslovaquia (KSS)
- 1939-1945: cuadro dirigente.
- 1943-1944: miembro de su 5.º Comité Central ilegal.
- 1944-1950 y 1968-1971: miembro de su Comité Central y (excepto en 1970-1971) miembro de su Presidium y (excepto en 1944-1948) uno de sus Secretarios.
- 1944-1945: Vicepresidente.
- 1968-1969: Primer Secretario del KSS.

Consejo Nacional Eslovaco (Gobierno-Parlamento de la resistencia durante la Segunda Guerra Mundial, desde 1968 Parlamento de Eslovaquia)
- 1943-1944: uno de sus principales organizadores.
- 1944-1950 y 1968-1971: Vicepresidente.
- 1944-1950: miembro de su Presidium.

Consejo de Comisionados (gobierno de facto de Eslovaquia tras la Segunda Guerra Mundial)
- 1944-1945: Comisionado de Interior.
- 1945-1946: Comisionado de Transportes y Tecnología.
- 1946-1950: Presidente.
- 1948-1950: Comisionado de Agricultura y Reforma Agraria.
- 1949-1950: Comisionado de Alimentación.

Parlamento de Checoslovaquia (denominado Asamblea Nacional y desde 1968 Asamblea Federal)
- 1945-1951 y 1968-1975: Vicepresidente.
- 1969-1975: miembro de su Presidium.

Gobierno de Checoslovaquia
- 1968 (abril-diciembre): vice primer ministro.
- 1975-1989: Presidente de la República.

## Cronología
- 1929-1932: militante de la Unión de la Juventud Comunista (ilegalizada en 1932).
- 1933-¿?: estudiante de la Facultad de Derecho de la Universidad Comenius de Bratislava, más tarde abogado en ejercicio.
- 1936-1938: miembro fundador y Secretario de la Unión de la Juventud Eslovaca.
- 1937-1938: Vicepresidente de la Unión de Estudiantes Eslovacos y Secretario de la Asociación para la Cooperación Económica y Cultural con la Unión Soviética.
- 1940-1944: Cuatro veces encarcelado por el gobierno pro-nazi de Jozef Tiso por actividades comunistas ilegales.
- 1943-1944: miembro del 5.º Comité Central ilegal del KSS, uno de los principales organizadores del Levantamiento Nacional Eslovaco de 1944 y dirigente del Consejo Nacional Eslovaco.
- 1944-1945: exiliado en Moscú tras la derrota del Levantamiento Nacional.
- 1950: procesado acusado de nacionalismo burgués eslovaco.
- 1951: detenido.
- 1954: condenado a cadena perpetua.
- 1954-1960: preso.
- 1960: libertad condicional tras una amnistía.
- 1963: su condena es anulada y su militancia en el KSČ restaurada.
- 1963-1968: empleado científico en el Instituto de Derecho y Teoría del Estado de la Academia Eslovaca de Ciencias.
- 1969-1989: Comandante en Jefe de las Milicias Populares.
- 1971-1989: Presidente del Frente Nacional y miembro de su Presidium y su Comité Central.